# Любовь под вопросом
«Любовь под вопросом» — французский детективный  кинофильм режиссёра Андре Кайата 1978 года. 

## Сюжет
Архитектор Дюма погиб от пули из собственного оружия перед своим домом. Полиция подозревает его молодую жену-шведку Катерину и её английского любовника Тома Гастингса. После многочисленных допросов, на которых подозреваемые запутались в противоречиях, они сбежали, но вскоре были пойманы и привлечены к суду: он в Англии, она во Франции. Катерина продолжает заявлять о своей невиновности, и суперинтендант Корбье в итоге начинает верить ей.

## В ролях
- Анни Жирардо — Сюзанн Корбье
- Биби Андерсон — Катрин Дюма
- Мишель Галабрю — прокурор
- Джон Стайнер — Том Гастингс
- Мишель Оклер — Филипп Дюма
- Жорж Жере — комиссар Лашот
- Доминик Патюрель — Мэтр Рун